# Sakon Nakhon
Sakon Nakhon (in thailandese สกลนคร) è una città maggiore (thesaban nakhon) della Thailandia di 53 461 abitanti. Il territorio comunale occupa una parte del distretto di Mueang Sakon Nakhon, che è capoluogo della Provincia di Sakon Nakhon, nel gruppo regionale della Thailandia del Nordest, detta anche Isan. In città hanno sede il governo provinciale e distrettuale.

## Geografia fisica

### Territorio
La città si trova a un'altitudine di 175 metri in una zona agricola pianeggiante della parte nord-orientale dell'altopiano di Korat, circa 650 km a nord-est della capitale Bangkok. La zona pianeggiante fa parte del bacino di Sakon Nakhon, compreso tra il fiume Mekong a nord e a est, e a sud la catena dei monti Phu Phan, che si estendono lungo l'asse sud-est nord-ovest e si trovano a pochi chilometri dalla città. Tra queste alture si trova il Parco nazionale Phu Phan, all'interno del quale è stato costruito il palazzo reale Phu Phan, riservato ai soggiorni della famiglia reale. Sakon Nakhon si affaccia sulla riva sud-ovest del lago di Nong Han, il lago naturale più grande dell'Isan e il secondo del paese dopo il lago Bueng Boraphet.

### Clima
La temperatura media mensile massima è di 37,3° ad aprile, durante la stagione secca, con un picco di 42,6° registrato ad aprile, mentre la media mensile minima è di 16,1° in dicembre, nella stagione fresca, con un picco di 4° a dicembre. La media massima mensile delle precipitazioni piovose è di 357,9 mm in agosto, nella stagione delle piogge, con un picco giornaliero di 228,9 mm in luglio. La media minima mensile è di 4,7 mm in gennaio. La stagione fresca va da novembre a gennaio, quella secca da febbraio ad aprile e quella delle piogge da maggio a ottobre.

## Storia
Nel bacino di Sakon Nakhon, grazie alla disponibilità di acqua, alla morfologia del terreno che protegge dalle inondazioni e alla conseguente facilità di coltivare la terra, vi furono evoluti insediamenti umani dall'inizio dell'età del bronzo nel II millennio a.C. che si moltiplicarono nel millennio successivo durante l'età del ferro. La città è tra le più antiche della Thailandia e conserva importanti rovine di luoghi sacri buddhisti. Visse un periodo di prosperità fino al momento in cui fu occupata dai Khmer, nell'XI secolo, che le diedero il nome Nongharn. Dopo la caduta della capitale Angkor, Nongharn passò sotto il controllo del Regno di Lan Xang, lo Stato da cui ha avuto origine il Laos odierno, e fu ribattezzata Mueang Chiang Mai Nongharn. Quando i siamesi conquistarono la zona prese il nome Sakon Thavapi e assunse il nome odierno nel 1830, durante il regno di Rama III.
Sono presenti testimonianze delle culture alternatesi nel controllo della città come templi, siti storici e festival tradizionali. A Sakon Nakhon è stato riconosciuto lo status di città maggiore (thesaban nakhon) ed è la più antica ma anche nettamente la meno popolata tra le 5 nakhon dell'Isan; le altre sono Udon Thani, Nakhon Ratchasima, Khon Kaen e Ubon Ratchathani.

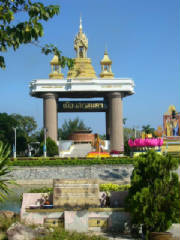
Porta d'ingresso alla città

## Monumenti e luoghi d'interesse

### Architetture religiose
- Wat Tum Pha Den - Wat di interesse architettonico con pregevoli rilievi. Da questo tempio si può ammirare il panorama cittadino.[3]
- Wat Phra That Cherng Chum - Considerato il wat degli abitanti di Sakon Nakhon, è anche meta turistica.[3]

## Società

### Religione
Le antiche origini della città sono caratterizzate da un particolare rapporto con il buddhismo, più profondo di quello delle altre città thailandesi, che esercita una grande influenza anche nella società odierna locale. A Sakon è anche presente una delle comunità cristiane più grandi e influenti del paese.

### Tradizioni e folclore
I più importanti festival tradizionali della città si tengono per celebrare la fine della vassa, i tre mesi di ritiro dei monaci buddhisti durante il monsone. La processione delle barche illuminate (Lai ruea fai) di Sakon Nakhon inizia dopo il tramonto ed è accompagnata da fuochi d'artificio, con le barche illuminate anche da candele e lanterne e decorate da sembrare personaggi della mitologia e degli insegnamenti del buddhismo. Nei giorni precedenti la processione si tiene anche il festival dei castelli di cera, nella quale palazzi che sembrano monasteri modellati con la cera d'api vengono preparati nei monasteri e parchi cittadini e portati in processione la sera prima del festival delle barche illuminate. Attraversano la città e sono portati in offerta al Wat Phra That Cherng Chum.

## Economia
I prodotti locali si basano in prevalenza sull'artigianato e comprendono terrecotte, abiti di cotone, prodotti in seta e i tradizionali abiti khit del nordest intessuti a mano e colorati con tinta naturale. Particolarmente apprezzata è la cultivar di riso Sakon Nakhon, che cresce nelle campagne circostanti.

## Infrastrutture e trasporti
Il modo più comune di raggiungere la capitale è l'autobus diretto Bangkok-Sakon Nakhon che impiega 10 ore a coprire il percorso e arriva al terminal nord di Morchit a Bangkok. Autobus regionali garantiscono i collegamenti con altre città dell'Isan. Sono presenti due stazioni degli autobus, una nella parte vecchia della città vicino al lago dove si trovano autobus diretti in località vicine e l'altra più moderna nella zona nuova alla periferia ovest dove vi sono autobus e minivan a lunga percorrenza.

### Ferrovie

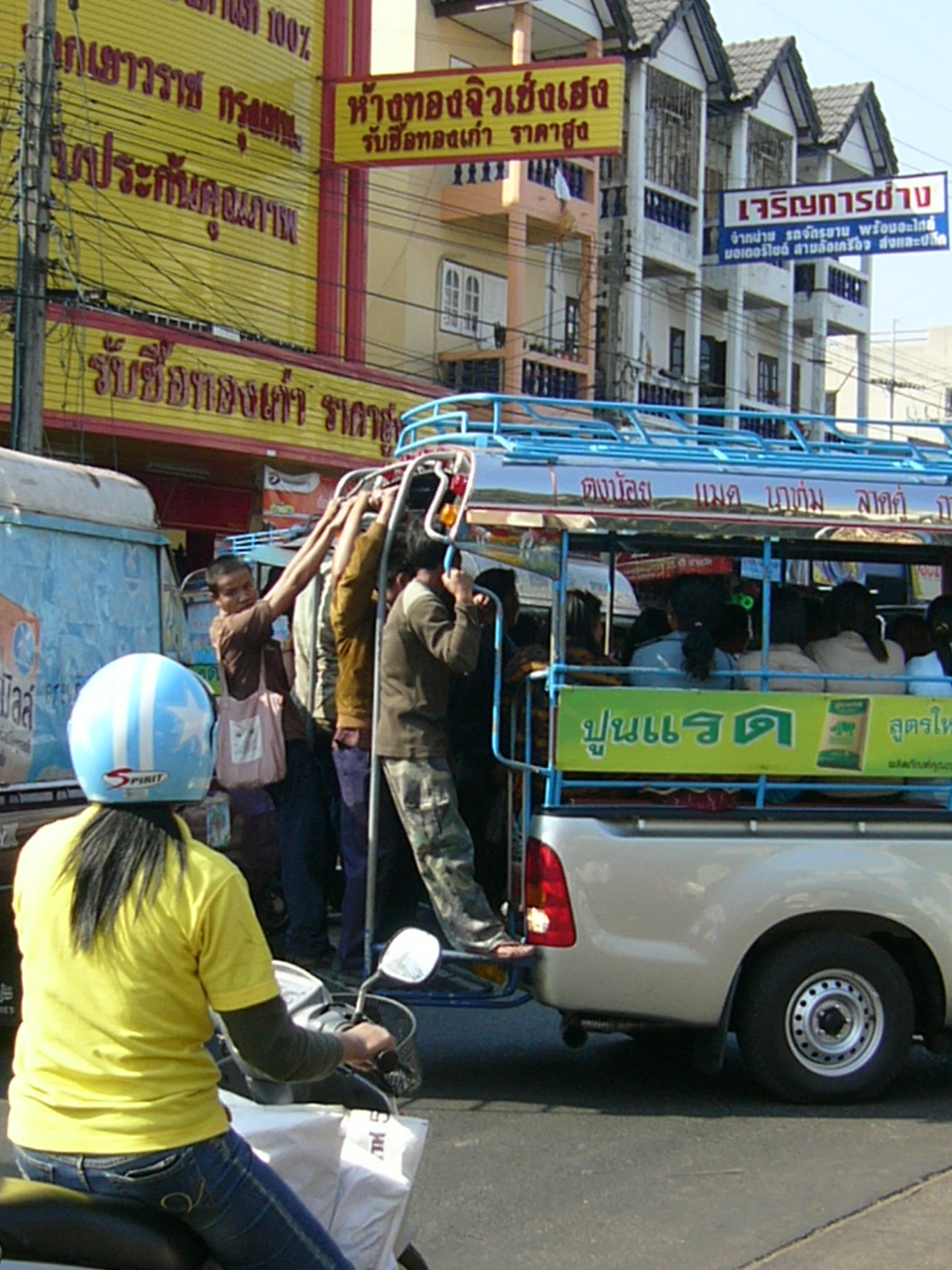
Songthaew cittadino

La ferrovia di Stato della Thailandia non passa per la città; la stazione più vicina è quella di Udon Thani, da dove si può prendere un autobus che impiega circa 2 ore e 10 minuti per raggiungere Sakon Nakhon.

### Aeroporti
All'aeroporto di Sakon Nakhon fa scalo qualche compagnia aerea a basso costo che lo collega all'aeroporto Internazionale di Bangkok-Don Mueang, il secondo scalo della capitale dopo l'aeroporto di Bangkok-Suvarnabhumi. Il viaggio aereo dura circa 1 ora e 5 minuti. Sono molto limitati i servizi all'interno dell'aeroporto, che si trova a pochi chilometri dal centro cittadino. Non sono presenti autobus navetta per il collegamento con la città, garantito dai taxi.

### Mobilità urbana
I trasporti locali sono affidati soprattutto a songthaew, tuk-tuk, taxi, mototaxi e risciò-taxi a pedali. Vi sono anche pochi vecchi autobus.